# Ryan Lilja
Ryan Lilja, född 15 oktober 1981, är en amerikansk amerikansk fotbollsspelare som spelar offensiv guard i laget Indianapolis Colts. Han är 188 cm och väger 132 kg.